# سایت مونته سن جورجو
سایت مونته سن جورجو (منطقه کوهستانی) یک گروه از کوه‌های کوچک است که بین کانتون تیچینو در سوئیس و استان وارسه در لومباردی (ایتالیا) قرار دارد که از نظر زمین‌شناسی توسط سنگ‌های مزوزوئیک تشکیل شده‌است که با محتوای فسیلی بالا در وضعیت عالی حفاظتی مشخص می‌شود. این محل فسیل‌دار نام خود را از بزرگترین قله منطقه، مونته سن جورجو گرفته‌است که در قلمرو سوئیس واقع شده‌است. یافته‌های دیرینه‌شناسی در توالی رسوبی کربنات مارنی تریاس میانی، که در آن حداقل شش سطح فسیلی اصلی شناسایی شده‌اند، که هر کدام به نوبه خود می‌توانند به نواحی با انجمن‌های جانوری متفاوت تقسیم شوند، که از اهمیت ویژه‌ای برخوردار هستند.

## کتابشناسی - فهرست کتب
- (ایتالیایی) Antonietti, A. , Franscella, C. , Kuhn-Schnyder, E. , Simonetti, A. , Naturalistic path of Monte S. Giorgio. راهنما، تفسیر و یادداشت، با مقدمه گرازیانو پاپا، ETT، هیئت گردشگری Ticinese، اداره آموزش عمومی کانتونی، بلینزونا، ۱۹۷۸
- (ایتالیایی) کمیسیون ملی ایتالیا برای یونسکو، Monte San Giorgio , Sagep Editore، جنوا، ۲۰۱۵
- (ایتالیایی) Felber, M. , The Monte San Giorgio. از فسیل‌ها تا پردازش هنری سنگ، ISBN 88-7713-427-5، نسخه‌های Casagrande, Bellinzona، ۲۰۰۶
- (ایتالیایی) Felber, M. , Gentilini, G. , Furrer, H. Tintori, A. , Geo-Gide of Monte San Giorgio (تیچینو / سوئیس - استان وارزه / ایتالیا). نقشه پیاده‌روی علمی-آموزشی ۱: ۱۴۰۰۰، پیوست 5 (1)، ۲۰۰۰
- (ایتالیایی) Furrer, H. , Vandelli, A. , Guide to the Fossil Museum of Monte San Giorgio, ISBN 978-88-940067-1-1, Monte San Giorgio Foundation, Meride, 2014
- (ایتالیایی) موزه تاریخ طبیعی کانتونال، بخش محیط زیست، مقدمه ای بر چشم‌انداز طبیعی کانتون تیچینو. ۱. اجزای طبیعی، ISBN 88-85115-14-4، ناشر دادو، لوکارنو، ۱۹۹۰
- (آلمانی) Rieber, H. , Furrer, H. , Leu, UB, Paläontologie در زوریخ. Fossilien und ihre Erforschung in Geschichte und Gegenwart, ISBN 978-3-9521043-3-0, Zoologisches Museum der Universität Zürich, Zurich, 1999
- (آلمانی) Kuhn-Schnyder, E. , Die Fossilien des Monte San Giorgio. Führer zum Paläontologischen Museum Meride (Kt. Tessin), Kurhotel، زوریخ، ۱۹۷۹
- (آلمانی) Furrer, H., Der Monte San Giorgio im Südtessin - vom Berg der Saurier zur Fossil-Lagerstätte internationaler Bedeutung, ISSN 0379-1327, Naturforschenden Gesellschaft در زوریخ، ۲۰۰۳
- (آلمانی) Szönyi, M. , Geoland Südschweiz: Tessin, Wallis, ISBN 978-3-7281-3281-9, vdf Hochschulverlag AG, Zürich, 2010
- (آلمانی) Furrer, H. , Vandelli, A. , Führer zum Fossilienmuseum des Monte San Giorgio, ISBN 978-88-940067-1-1, Monte San Giorgio Foundation, Meride, 2014
- Furrer, H. , Vandelli, A. , Guide au Musée des fossiles du Monte San Giorgio, ISBN 978-88-940067-1-1, Monte San Giorgio Foundation, Meride, 2014
- (انگلیسی) Felber, M. , Tintori, A. , Monte San Giorgio geoguide - سایت میراث جهانی یونسکو. نقشه پیاده‌روی علمی-آموزشی 1: 15'000, Insubric Geology, ۲۰۱۳
- (انگلیسی) Furrer, H. , Vandelli, A. , Guide to the Museum of fossils from Monte San Giorgio, ISBN 978-88-940067-1-1, Monte San Giorgio Foundation, Meride, 2014
- (انگلیسی) Rieppel, O. Mesozoic Sea Dragons, ISBN 978-0-253-04011-4 ، انتشارات دانشگاه ایندیانا، ایالات متحده، ۲۰۱۹
- (انگلیسی) آژانس سوئیس برای محیط زیست، جنگل و چشم‌انداز، نامزدی مونت سان جورجیو برای ثبت در فهرست میراث جهانی ، برن، ۲۰۰۲
- (انگلیسی) آژانس سوئیس برای محیط زیست، گسترش مونت سان جورجیو (سوئیس) به بخش مونت سان جورجیو (ایتالیا) ، برن، ۲۰۱۰
- (چینی) فسیل موزه مونت سان جورجیو، بروشور موزه (بروشور به زبان چینی) ، مرید، ۲۰۱۵